# 120 North LaSalle
120 North LaSalle is een wolkenkrabber in Chicago, Verenigde Staten. De bouw van de toren begon in 1989 en werd in 1992 voltooid.

## Ontwerp
120 North LaSalle is 152,71 meter hoog en telt 39 verdiepingen. Het is door Murphy/Jahn Architects in modernistische stijl ontworpen en bevat kantoren en parkeerplaatsen.
Boven de ingang vindt men een mozaïek van Roger Brown, The Flight of Daedalus and Icarus genaamd. Men vindt een tweede mozaïek van hem in de lobby van het gebouw, LaSalle Corridor Withholding Pattern genaamd.